# ノヴィ・アフォン洞窟鉄道
ノヴィ・アフォン洞窟鉄道（ノヴィ・アフォンどうくつてつどう、アブハズ語: Афон Ҿыц аҳаҧытә метро、露: Новоафонская пещерная железная дорога、英: New Athos Cave Railway）は、アブハジア共和国またはジョージア（アブハジア自治共和国）のグダウタ地区のノヴィ・アフォンにある、ノヴィ・アフォン洞窟で運行されている地下電気鉄道である。

## 概要
当鉄道は、延長1.3キロメートル (0.81 mi)および3駅の鉄道であり、1975年に開業している。
当鉄道では、旧ソビエト連邦で製造された「観光旅行」列車が2編成、新たにラトビア共和国で製造された Ep 563 が1編成の、3編成の列車が現在使用されている。
2014年以降は、Ep 563 が唯一使用されている列車である。
「観光旅行」列車の1編成は、2005年にモスクワで近代化されており、Ep 563 列車に故障が生じた場合の代役として、ホール・Apsny駅に配置されている。
もう1編成の「観光旅行」列車は、車庫に配置されている。

## ルート
当路線は、単線および電化された狭軌鉄道である。
当路線は、アブハジア鉄道のPsyrtscha駅の近くにある、洞窟の入口が起点となっている。
「エントランス・ゲート」駅から、「Apsny・ホール」（またはアブハジア）および「Anakopea・ホール」の、2つの洞窟の広間に到着する。
Apsny駅はshow caveの始まりで観光客を案内するのに役立っており、観光旅行終了後、Anakopeaでは観光客が入口へと戻る。
当路線には、エントランス駅のちょうど前の車庫、およびエントランス駅とApsny間の従業員専用のトンネルを含む。
| 駅                           | ロシア語名                       | km   | 備考                                                                                |
| ---------------------------- | -------------------------------- | ---- | ----------------------------------------------------------------------------------- |
| エントランス・ゲート         | Входные Ворота (Vkhodnye Vorota) | 0.00 | Psyrtscha の近くにある駅でアブハジア鉄道に連絡 北緯43度5分26.3秒 東経40度48分36.0秒 |
| ホール・Apsny （アブハジア） | Зал Апсны (Zal Apsny)            | 1.00 | 北緯43度5分58.5秒 東経40度48分40.1秒                                                |
| ホール・Anakopea             | Зал Анакопия (Zal Anakopiya)     | 1.29 | 北緯43度6分6.6秒 東経40度48分40.6秒                                                 |

## ギャラリー
- 「Entrance」駅での Ep 列車
- 「Anakopea」駅での Ep 列車
- Ep 列車の内装（2006年）
- 「Anakopea」駅での Ep-563 列車
- Ep-563 列車の内装（2014年）